# WVA
A tumba WVA (acrônimo de "West Valley #22"), no Vale dos Reis em Egito, é uma tumba associada à tumba WV22, de Amenófis III, localizada próxima desta.
Não se sabe ao certo se a construção desta tumba é contemporânea à construção da WV22 ou se é anterior. Baseando-se em artefatos encontrados na tumba, esta parece ter sido usada, inicialmente, como câmara de armazenamento de materiais da construção da WV22. Posteriormente, vasos pertencentes ao equipamento fúnebre de Amenófis III foram encontrados aqui. Outros artefatos pertencentes ao entumbamento do faraó, tais como uma aljava de couro, são atribuídos como vindos da WV22, pois não há qualquer evidência de que alguém tenha sido entumbado nesta tumba.